# 1149
سنة 1149 كانت سنة بسيطة تبدأ يوم السبت (الرابط يظهر نموذج التقويم الكامل للسنة) من التقويم اليولياني.

## مواليد
- فخر الدين الرازي

## وفيات
- الحافظ لدين الله
- القاضي عياض قاض مالكي
- المبارك بن كامل البغدادي فقيه ومحدث وعالم مسلم
- برينغيلا البرشلونية
- ريموند الثاني أمير أنطاكية
- سيف الدين غازي
- مختاري الغزنوي
- معين الدين أنر كوندوتييرو سوري